# Xanthelasma
Een xanthelasma (palpebrarum) is een geel bultje wat rond de ogen kan ontstaan.
Het bestaat uit een ophoping van cholesterol. Dit ligt in de lederhuid opgeslagen in een bepaald type cellen van het afweersysteem, namelijk macrofagen. Dit is een verschil met een vetbult (lipoom), waar het vet ligt opgehoopt in vetcellen. De afwijking is meestal symmetrisch, in de binnenste ooghoek, op het bovenste ooglid; en vanuit de binnenste ooghoek naar beneden, in de neuswangplooi.
Hoe deze huidafwijkingen ontstaan is niet bekend. Soms worden afwijkingen in de vethuishouding gevonden, maar vaak ook niet. Er zijn wel aanwijzingen dat patiënten met xanthelasmata meer atherosclerose hebben.

## Naam
- "xanthos" is afkomstig van het Griekse ξανθος (geel)
- "elasma", afkomstig van het Griekse έλασμα, dat plaat of plak betekent
- "palpebrarum", van de wenkbrauwen, meervoudig genitief van het Latijnse palpebra
- Het meervoud van xanthelasma is xanthelasmata

## Behandeling
Het wordt aangeraden de vetgehaltes van het bloed te controleren, hoewel dit vaak geen bijzonderheden zal opleveren. De aandoening is onschadelijk en behandeling is niet nodig. Mogelijke behandelingen zijn:
- Peeling, bijvoorbeeld met trichloorazijnzuur 35% of 50%.
- Shave met een elektrodissectieapparatuur of ablatieve laser.
- Excisie: chirurgisch wegsnijden.
- Cryotherapie: bevriezen van de afwijking.

Alle behandelingen hebben een risico op littekenvorming. Ook kan de afwijking na verloop van tijd terugkomen.